# Der Humorist

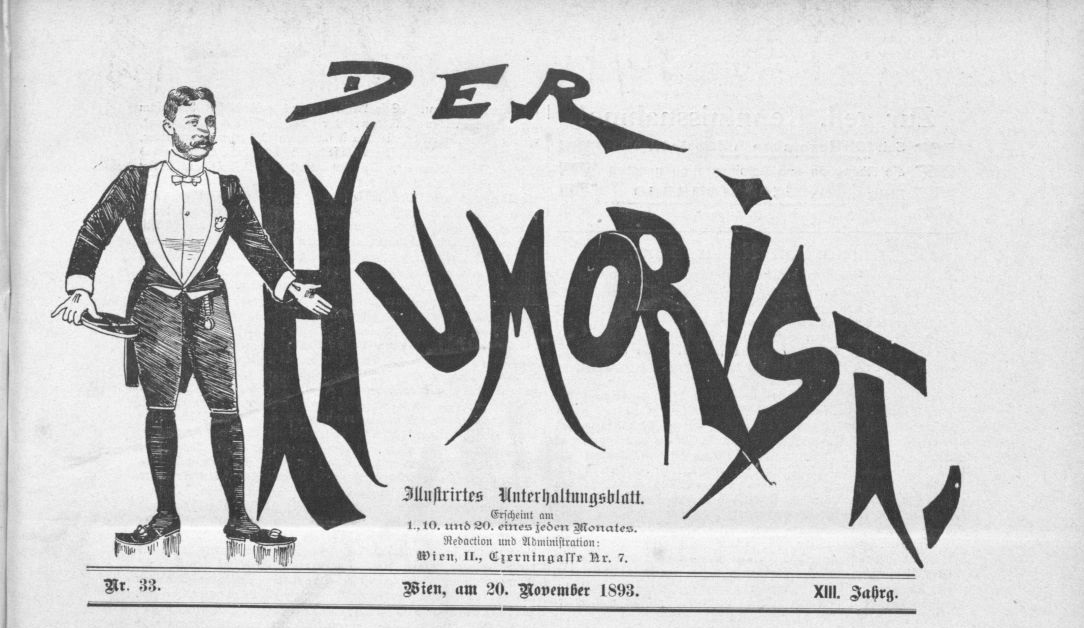
Der Humorist (1893)

Der Humorist ist eine von 1837 bis 1926 erschienene Zeitschrift mit dem Beititel „eine Zeitschrift für Scherz und Ernst, Kunst, Theater, Geselligkeit und Sitte“. In den Jahren 1837 bis 1848 wurde „Der Humorist“ ohne weiteren Zusatz geführt. Danach mit „ein Volksblatt für alle Interessen des Rechts und des Lichts, für Leben und Kunst, für Ernst, Scherz und Satyre, nebst bildlichen, satyrischen Beilagen unter dem Titel: Karikaturen-Album“.
Die in Wien herausgegebene Zeitschrift erschien zunächst viermal wöchentlich, ab Oktober 1858 5× wöchentlich und ab 1844 werktäglich. Von April bis November 1859 wurde die Zeitschrift nur zweimal wöchentlich herausgegeben, danach nur noch einmal wöchentlich. Nicht erschienen ist der Humorist von 12. September bis 1. Dezember 1851 sowie die Montagsausgabe von Jänner bis März 1859. Von November 1859 bis 1861 ist die Zeitschrift nur als Montagsblatt erschienen.

## Impressum
- Moritz Gottlieb Saphir (Hrsg., Red., später: Eig., Red.);
- 10.–22. September 1858: M. G. Saphir (Eig.);
- ab 17. November 1858: J. B. Saphir (Eig., Hrsg., Verl.)

## Drucker
- Leopold Grund;
- ab 1. März 1859: J. Holzwarth;
- ab 4. April 1859: Josef Stöckholzer v. Hirschfeld;
- ab 16. Jänner 1860: Anton Schweigern;
- ab 4. Jänner 1862: F. Fridrich;
- ab 22. Februar 1862: Josef Stöckholzer v. Hirschfeld.

## Redaktion
- M. G. Saphir;
- ab 23. September 1858: Heinrich Ritter von Levitschnigg;
- ab 4. März 1859: J. B. Saphir;
- 14.–21. November 1858: Conrad Böhringer (admin. Leiter);
- ab 4. Jänner 1862: Vinzenz Völkl (Admin.).